# Дофаминовый рецептор D2
Дофаминовый D2-рецептор (DRD2) — один из пяти известных типов дофаминовых рецепторов, наиболее известный тем, что является мишенью антипсихотических лекарств (нейролептиков), блокирующих постсинаптические дофаминовые рецепторы и снижающих уровень дофамина в синапсах. Принадлежит к классу D2-подобных рецепторов и ингибирует аденилатциклазу.
Рецептор был открыт Филипом Симаном и сотрудниками в 1974 году. Ген рецептора D2 был клонирован первым из генов дофаминовых рецепторов в 1988 году.
Рецептор D2 в высокой концентрации присутствует в полосатом теле, обонятельном бугорке, прилежащем ядре, чёрной субстанции, гипоталамусе, вентральной области покрышки и миндалевидном теле. Другой дофаминовый рецептор, D1, синтезируется примерно в тех же участках мозга, где обнаруживается и рецептор D2. Тем не менее дополнительные исследования помогли установить, что только 5—15 % проекционных нейронов дорсальной части полосатого тела экспрессируют оба рецептора одновременно. Остальные нейроны могут быть разделены на две группы в зависимости от того, какой из рецепторов они содержат.
D2-рецепторы играют важную роль в «системе внутреннего подкрепления» мозга. Кроме того, их функции, как показано в экспериментах на животных (серые полёвки вида Microtus ochrogaster), заключаются в обеспечении чувства любви, привязанности к партнёру:197—198.

## Патологии
Возможно, миссенс-мутация Val154Ile в третьем экзоне связана с возникновением миоклонической дистонии наряду с другими генами, но степень влияния этой мутации неясна. Некоторые полиморфизмы ассоциированы с шизофренией, однако, как и в случае с подавляющим числом других генов риска шизофрении, результаты исследований противоречивы.
Снижение в результате мутаций количества дофаминовых рецепторов второго типа (D2) в некоторых участках мозга повышает риск импульсивного поведения, алкогольной и наркотической зависимости. Для людей с пониженным количеством D2-рецепторов характерен также повышенный риск ожирения (поскольку эти люди нередко склонны к обжорству), других вредных привычек — в частности, страсти к азартным играм. Причиной того, что люди с пониженным количеством D2-рецепторов склонны к поиску экстремальных способов получения удовольствия от жизни, является, по всей видимости, нехватка положительных эмоций у этих людей; кроме того, причиной может являться сниженная способность этих людей учиться на собственных ошибках, делать правильные выводы из отрицательного опыта, поскольку дофамин участвует в процессах обучения и обеспечивает возможность эффективно учиться на своих ошибках:207—209.